# 艾拉汗
艾拉汗，生卒年不详，1864年伊犁农民起义领导人之一，伊犁苏丹国末代蘇丹。

## 生平
艾拉汗出生于伊宁，他的父亲是一名千户长。作为组织者之一，他同阿布都鲁疏勒、萨德尔·帕力万一起积极参与到1864年的伊犁维吾尔族回族农民起义中，直到占领伊犁全境。1865年，阿奇木伯克迈孜木杂特杀死阿布都鲁疏勒和掌权阿訇那斯尔丁，建立伊犁苏丹国，并自立为苏丹。经过了一系列的混战和篡权后，于1866年3月，艾拉汗成为苏丹。1871年3月26日，沙俄入侵伊犁；5月15日，艾拉汗向沙俄投降，并亲自引导俄军头目格拉西姆·科尔帕科夫斯基进入宁远城。俄军接管伊犁后，携家眷迁往中亚城市维尔内（位于现在的哈萨克斯坦阿拉木图），度完余生。